# 大いなる力には、大いなる責任が伴う
『大いなる力には、大いなる責任が伴う』（おおいなるちからには、おおいなるせきにんがともなう）は、古くからの格言であり、少なくとも紀元前4世紀には「ダモクレスの剣」の引喩にあった。この定型句は、ジャーナリストや作家などの文筆家、そして「政治」「君主の修辞」「法の執行」「公共の安全」そして様々なメディアで使われてきた。
この成句はスパイダーマンが登場するマーベル・コミックや、その映画化作品に登場したことで、さらに大衆化した。

## 歴史

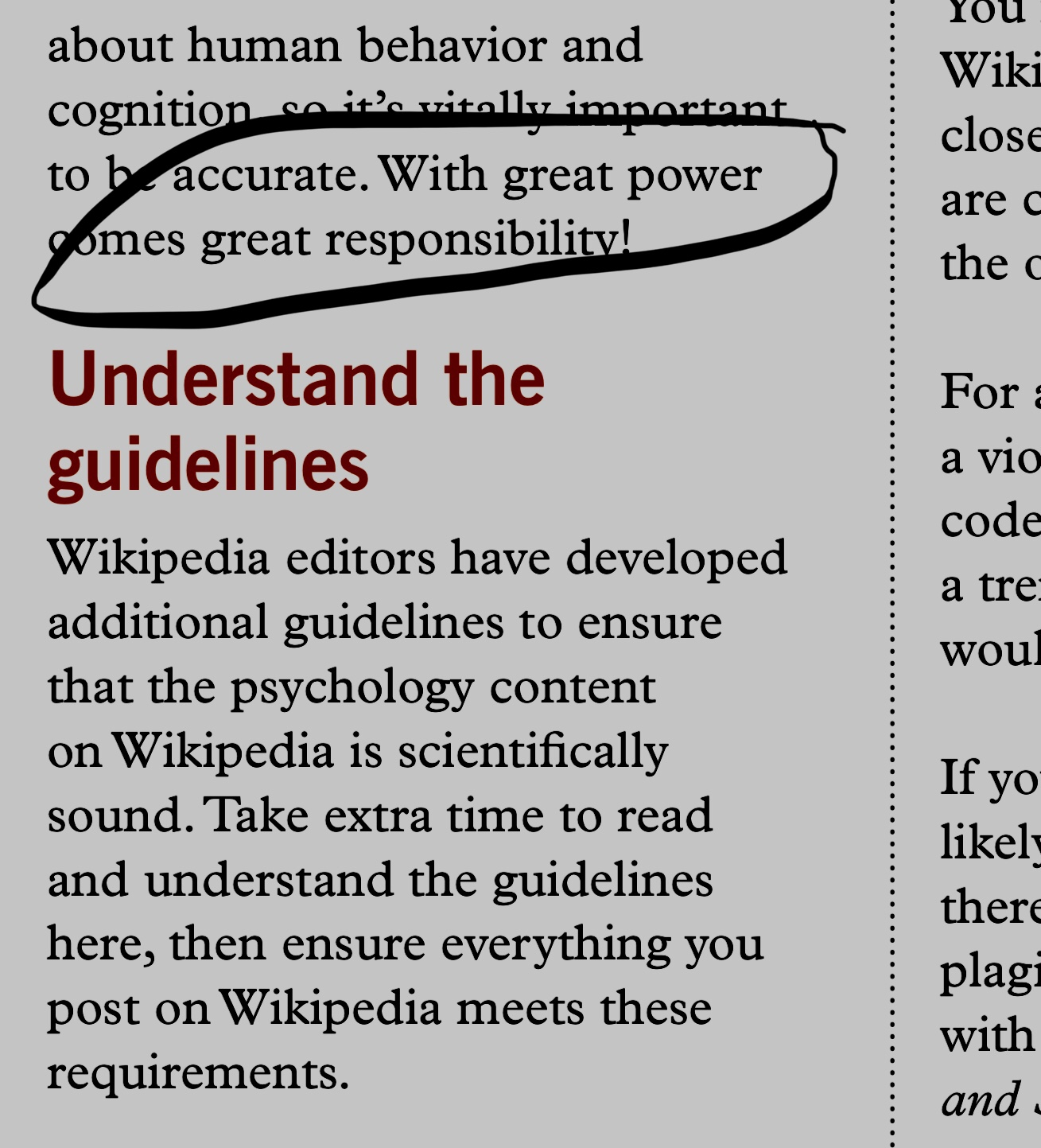
ウィキメディアがウィキペディアの編集方法に関するガイドラインにこの成句を使用しているスクリーンショット。

この格言は、キリスト教の聖書の「忠実な僕のたとえ」（ルカによる福音書12章48節）と特に類似している:「多く与えられた者からは多く求められ、多く任せられた者からは更に多く要求されるのである。」。
また、ムハンマドの言葉にも、「あなた方全員が指導者であり、あなた方全員が自分の部下に対して責任を持つことになる」という表現があり、指導者の力と責任の相関関係を表している 。
東洋においても、唐宋八大家の一人曾鞏の文に「臣聞く、基厚き者は勢い崇く、力大なる者は任重しと（わたくしは「基礎が厚く強固なものは勢威は高く、実力の強大なものはその責任は重い」と聞いております）」とある。
しかし、個別の文言（「大いなる力」と「大いなる責任」）の使用は、少なくともフランス革命の時代にまでさかのぼる。1793年のフランス国民公会で公安委員会が提案した『仕事・監視・通信計画』の中に、次のような文章が見られるからである 。
| Ils doivent envisager qu'une grande responsabilité est la suite inséparable d'un grand pouvoir. | 彼ら（代表者）は、大きな責任は大きな力の不可分の結果であることを考えなければなりません。 |

しかしこの言葉は、ヴォルテールが1778年に亡くなる前に書かれた第48巻から借用されたものである。問題を複雑にしているのは、ヴォルテールの全著作54巻は、1829年まで著作権が認められなかったことである（彼の原稿に初めて著作権が認められた）。しかし、第48巻では、この「大いなる力には大いなる責任が伴う」という言葉が初めて直接的に使われており、それがヴォルテールの存命中（1694年 - 1778年）に書かれていることから、公安委員会の宣言は彼からこの表現を借りているに過ぎないということになる。さらに不可解なのは、ヴォルテールは生前、非常に有名な作家であり哲学者であり、その影響力は弟子や弟子と噂されるロシア帝国のエカチェリーナ2世にまで及んでいたことである。
20年以上後の1817年には、イギリスの国会議員ウィリアム・ラムが「大きな力の所有は、必然的に大きな責任を意味する」と述べたことが記録されている。
1885年、ユリシーズ・S・グラントは回顧録の中で、「大きな責任を負うべき立場では、誰もが自分の能力を最大限に発揮して義務を果たすべきである」と書いている。
1899年、ウィリアム・マッキンリー米国大統領は、一般教書演説の中で次のように使っている:「この議会に与えられたのは、大きな機会である。それらには大きな責任が伴う」。
1906年、ウィンストン・チャーチルは植民地省政務次官として「大いなる力には大いなる責任がある」と述べた。これはこの言葉が当時すでに政府に対して発せられる文化的な格言であったことを示唆している。1943年、首相となったチャーチルは、より正確ではないが、この諺を再び口にした:「偉大さの代償は責任である」。
正確な表現ではないが、セオドア・ルーズベルト米国大統領は1908年の書簡で、「権力には責任が伴うべきだ」と書いた。
スタンリー・ボールドウィン英国首相は、1937年3月の演説で、当時のイギリスの新聞社を所有していたメディア王 (Media proprietor) を批判する意味で、この諺を引用した:「責任なき権力 — 遠い昔から娼婦の特権」。
1945年の一般教書演説で、フランクリン・D・ルーズベルト米国大統領は「民主的な世界では、民主的な国家と同様に、権力は責任と結びついていなければならず、一般善の枠組みの中で自らを守り正当化する義務がある」と述べた。

### 『スパイダーマン』における使用
物語のテーマであり、よく引用される「大いなる力には大いなる責任が伴う」という言葉は、スパイダーマンが登場するマーベル・コミック作品の登場人物ベンおじさんの言葉として広く知られている。
この語句が最初に登場したのは、『アメイジング・ファンタジー』第15号（1962年）で、登場人物が話すのではなく、コミックの最後のコマの物語のキャプションに登場する（強調は原文にはない）。
And a lean, silent figure slowly fades in the gathering darkness, aware at last that in this world, with great power there must also come -- great responsibility!
痩せこけた静かな姿が、暮れゆく闇の中でゆっくりと消えていきました。この世界では、「大きな力には -- 大きな責任も伴うのだ」ということを、ようやく理解して!
ちなみに、ベンおじさんの台詞はそのコミック全体で2つだけだったが、ベンが生きていた頃の物語や回想シーンでは、この語句は、ベンおじさんがピーターに説教する数多くの説教の1つとして遡及的に使われるようになった。ベンがピーターにこの語句を言ったという最初の記述は1972年で、ジ・アーチーズのロン・ダンテがアルバム『スパイダーマン: ア・ロッコミック』にこの語句を収録した。しかし、ベンがピーターにこの語句を言ったという直接的な言及は、ジム・オウスリー、M・D・ブライト、アル・ウィリアムソンによる『スパイダーマン対ウルヴァリン』#1（1987年）が最初とされている。たとえそうであっても、ベンがコミック内で初めて明確にこの言葉を語ったのは、2002年2月に『アメイジング・スパイダーマン（vol. 2）#38』に登場してからであった。
この語句は、サム・ライミ監督による2002年の実写映画『スパイダーマン』の中でベン（演・クリフ・ロバートソン）とパーカー（演・トビー・マグワイア）の両方の口から話されたことで、人気とポップカルチャー的意義を得た。完全な語句は2021年の映画『スパイダーマン:ノー・ウェイ・ホーム』に登場し、劇中でメイおばさん（演・マリサ・トメイ）がピーター（演・トム・ホランド）に話した。ホランドが演じるパーカーがメイが亡くなる前に自分に言ってくれたことを別に表現で話している間に、マグワイアが演じるパーカーもこの語句を認識し、ホランドが演じるパーカーの代わりに言い終わる。この語句の2つの異なるバリエーションは、『アメイジング・スパイダーマン』（2012年）でマーティン・シーン演じるベン、そして『シビル・ウォー/キャプテン・アメリカ』（2016年）でホランド演じるピーターも語っている: "When you can do the things that I can, but you don't… and then the bad things happen… they happen because of you."。
You are a lot like your father. You really are, Peter, and that's a good thing. But your father lived by a philosophy, a principle, really. He believed that if you could do good things for other people, you had a moral obligation to do those things! That's what's at stake here. Not choice. Responsibility. — マーティン・シーン演じるベン・パーカー — アメイジング・スパイダーマン（2012年）
2002年のライミ版映画やコミック『アルティメット・スパイダーマン』など、スパイダーマンの現代的再解釈では、ベンがピーターとの最後の会話でこの語句を言う場面が描かれている。コミック作家のグレッグ・パックは、この標語は「アメリカのポップカルチャーの中で、最も偉大な単一の道徳的差し止め命令である」と評している。

## 推薦文献
- Mui, Ylan (2018年12月19日). “China uses Spider-Man motto to slam US over trade at tense WTO meeting” (英語). CNBC 2019年4月29日閲覧。
- Whitbrook, James (2019年3月20日). “Spider-Man: Life Story Offers a Fascinating Thought Experiment for Peter Parker's Oldest Mantra”. io9 2019年4月29日閲覧。
- News Corp Australia (2010年12月23日). “US President Barack Obama quotes Spider-Man at press conference” (英語). Perth 2019年4月29日閲覧。
- “'With great power comes great responsibility': how 'Spiderman' inspired rail minister”. (2017年10月26日) 2019年4月29日閲覧。